# 페르디난트 폰 작센코부르크고타 공작
페르디난트 게오르크 아우구스트 폰 작센코부르크고타 공작(독일어: Ferdinand Georg August von Sachsen-Coburg und Gotha, 1785년 3월 28일 ~ 1851년 8월 27일)은 독일 작센코부르크고타가의 왕족이자 군인이다. 작센코부르크코하리가의 수장(재위: 1826년 6월 27일 ~ 1851년 8월 27일)이기도 하다.

## 생애
1785년 3월 28일 코부르크에서 프란츠 폰 작센코부르크잘펠트 공작과 아우구스테 로이스 추 에베르스도르프 백작부인의 차남으로 태어났으며 1791년 12월 10일에 코부르크 기병대에서 소위(Unterleutnant)로 복무하면서 군인 생활을 시작하였다. 1796년 3월 1일에는 중위(Oberleutnant), 1798년 11월 18일에는 대위(Rittmeister)으로 진급했다.
1802년 2월 1일을 기해 오스트리아 제국군 기병대에서 복무했고 1804년 9월 29일에는 소령(Major), 1805년 8월 6일에는 중령(Oberstleutnant), 1808년 9월 15일에는 대령(Oberst)으로 진급했다. 나폴레옹 전쟁이 진행 중이던 1809년에 일어난 제5차 대프랑스 동맹의 바그람 전투에 참전했지만 오스트리아는 프랑스에 패배하고 만다. 1811년 4월 15일에는 소장(Generalmajor)으로 진급했다.
1812년부터 1814년까지 결성된 제6차 대프랑스 동맹에 참여한 오스트리아 제국의 기병대 장군으로 참전했으며 1813년에 일어난 쿨름 전투, 라이프치히 전투에서 나폴레옹 보나파르트가 이끄는 프랑스 군대를 연달아 격파하여 큰 성과를 올렸다. 1814년에는 마리아 테레지아 군사훈장 사령관십자장을 받았다.

## 자녀
1815년 11월 30일에는 오스트리아 빈에서 헝가리의 코하리가(Koháry) 출신의 귀족인 마리아 안토니아 폰 코하리 공녀(Mária Antónia von Koháry)와 결혼했으며 슬하에 3남 1녀를 두었다. 1826년 마리아의 아버지인 코하리 페렌츠 요제프(Koháry Ferenc József)가 사망하면서 페르디난트와 마리아 부부는 작센코부르크고타가의 분가인 작센코부르크코하리가를 설립하게 된다.
그의 장남인 페르디난트는 1837년에 포르투갈의 마리아 2세 여왕의 부군이자 공동 군주로 즉위했으며 차남인 아우구스트 폰 작센코부르크고타 공작의 아들인 페르디난트는 1887년에 불가리아의 국왕으로 즉위했다.
| 사진 | 이름                                | 생일             | 사망                    | 기타                                       |
| ---- | ----------------------------------- | ---------------- | ----------------------- | ------------------------------------------ |
|      | 페르난두 2세                        | 1816년 10월 29일 | 1885년 12월 15일 (69세) | 포르투갈의 마리아 2세 여왕과 결혼, 7남 4녀 |
|      | 아우구스트 폰 작센코부르크고타 공작 | 1818년 6월 13일  | 1881년 7월 26일 (63세)  | 오를레앙의 클레망틴과 결혼, 3남 2녀        |
|      | 빅토리아 폰 작센코부르크고타        | 1822년 2월 14일  | 1857년 12월 10일 (35세) | 네무르 공작 루이와 결혼, 2남 2녀           |
|      | 레오폴트 폰 작센코부르크고타        | 1824년 1월 31일  | 1884년 5월 20일         | 콘스탄체 가이저와 결혼, 1남                |